# Boarmia nigra
Boarmia nigra är en fjärilsart som beskrevs av Thierry-mieg. Boarmia nigra ingår i släktet Boarmia och familjen mätare. Inga underarter finns listade i Catalogue of Life.